# Jeremy Clarkson
Jeremy Charles Robert Clarkson (Doncaster, South Yorkshire, Egyesült Királyság, 1960. április 11. –) angol televíziós személyiség, újságíró és író, főként autók iránti elkötelezettségéről híres. Az általános ismertséget a BBC Top gear című műsora hozta meg számára, amelyet Richard Hammonddal és James Mayjel közösen vezetett. Publikál a The Sunday Times és a The Sun hasábjain.
Karrierjét helyi újságíróként kezdte Észak-Angliában, majd a Top Gear eredeti szériájában tűnt fel, mint műsorvezető (1988-2002). Mivel az 1990-es évekre Clarkson elismert közéleti személyiséggé vált, kapott egy saját show-műsort, ahol meghívott vendégekkel beszélgetett, valamint megjelent több autós témával foglalkozó könyve.
Nagyképű, humoros írásai gyakran keltettek nagy felzúdulást a nyilvánosság körében. Cselekedetei, valamint a Top Gearben mutatott arrogáns stílusa mind megbotránkoztatta a közönséget, a médiát és a politikusokat. Ennek ellenére hatalmas rajongótábora alakult ki, és pozitívumként tartják róla számon, hogy újjáélesztette a Top Geart, a BBC azóta legnépszerűbb műsorát.

## Élete
Jeremy Clarkson Doncasterben született (South Yorkshire), Shirley Gabrielle Ward tanár és Edward Grenville Clarkson utazó ügynök gyermekeként 1960-ban. A szüleinek teasütemény-értékesítő vállalatuk volt, de nem éltek igazán jól. A fiatal Jeremy Clarksont magániskolákba járatták, de fogalmuk sem volt róla, hogy fogják fizetni a tandíjat, mígnem 13 éves korában Paddington mackó-sütiket kezdtek el árulni. Ezek annyira népszerűnek bizonyultak, hogy sikeresen be tudták íratni fiukat a Hill House iskolába, majd később a vasfegyelmet követelő Repton iskolába. Ám mivel már abban az időben is nagyszájú és szókimondó volt, gyorsan kirúgatta magát, és csatlakozott szülei vállalkozásához.
Kétszer házasodott. Első házassága Alexandra Jamesszel volt 1989 szeptemberében, ám ez rövid életűnek bizonyult. Másodszor 1993-ban házasodott, ekkor Frances Cainnel kötötte össze az életét, akitől 3 gyermeke született (Emily, Finlo és Katya). A házaspár jelenleg is együtt él Chipping Nortonban.
Ragaszkodik a farmer viseléséhez bármi áron, ezért is választották meg minden idők legrosszabbul öltöző férfijának.
Meghívást kapott egy epizód erejéig a BBC Who Do You Think You Are? című műsorába 2004 novemberében, hogy megvizsgálják a családja történetét. Ekkor derült ki, hogy az ő ük-ük-ükapja John Kilner (1792-1857) találta fel, hogyan lehet gyümölcsöket tartósítani egy dobozban.
2007-ben Clarkson és társműsorvezetője, James May voltak az első emberek, akik elérték a mágneses Északi-sarkot egy átalakított Toyota Hiluxszal. A közelmúltban elszenvedett több kisebb sérülést a lábán és kezén, amikor a Top gear 12. évadában szándékosan nagy sebességgel frontálisan ütközött egy téglafallal.
Jelenleg mezőgazdaságra alapuló műsort vezet, ahol megküzd a traktorok vezetésével. A sorozatban a teheneket is megmenti. 

### Politikai nézetei
Clarkson támogatja a személyes szabadságot, és sokszor összetűzésbe keveredett a kormányzati szabályozással. Gyakran bírálta Tony Blairt és Gordon Brownt, különösen, amikor olyan tilalmakat vezetnek be, mint a dohányzási vagy a rókavadászat tilalma. Második otthona, a Man sziget miatt is többször jogi vitákba keveredett (a Man szigeten nincs sebességkorlátozás). Mint autós újságíró gyakran kritikus az állami kezdeményezésekkel szemben, mint például a londoni dugódíj, vagy javaslatok az útdíjról.
Véleménye kinyilvánítása nyomán sokszor kapott bírálást és fenyegetéseket. Egy öt részes sorozat keretén belül Európa több országába is elutazott egy Jaguar E-Type-pal, és vizsgálta (néhány esetben fokozta) a más országokkal szemben fennálló sztereotípiákat.
Megjegyezte, hogy dohányos, és a dohányzásmentes napon is rágyújt, azonban 2006. április 14-én letette a cigarettát. Azt mondta, hogy megtalálta a dohányzás ellenszerét, a Koenigsegg CCX-et. Bár megjegyezte, hogy a gyógymód is füstölés, csak nem cigarettával füstöl, hanem a kerekekkel. Később kiderült, hogy mégsem sikerült letennie a cigarettát.
Egyáltalán nem tartja tiszteletben a zöld mozgalmak tevékenységét, úgy véli, ezek a szervezetek régi szakszervezeti tagokból és leszbikusokból állnak. A globális felmelegedésről is sajátos nézetei vannak: "a magasabb hőmérséklet nem feltétlen negatív, bár tisztában vagyok a negatív következményekkel, mint, hogy elolvad egy svájci sípálya vagy megemelkedik a víz Miamiban, lehet még valami más?"
Clarkson eddig igen kritikus az Egyesült Államok új elnökével, Barack Obamával is. A Top gear 15. évadában nyíltan kigúnyolja a tengerbe ömlött olaj miatt. Hivatalba lépését követően a következőket nyilatkozta róla: "Barack Obama valójában egy Jézus-Teréz anya-Martin Luther King-keverék".

### Reakciók
Clarkson megnyilvánulásaival rengeteg ellenséget szerzett magának. A Channel 4 nézői közvélemény-kutatásán, ahol azt lehetett megszavazni, melyik britet utálják a legjobban, a 66. helyen végzett. Többször indult ellene bírósági per, amiért embercsoportokat kritizált. A várost lekicsinylő véleménye miatt a norfolki lakosok megalapították az "utáljuk Jeremy Clarkson" klubot. Mindazonáltal a The Guardian által 2007-ben szervezett "A média 100 legbefolyásosabb embere" listán az előkelő 74. helyen zárt. Egyes kritikusok megítélése szerint ő felelős a Rover és a Vauxhall (Opel) lutoni gyárának a bezárásáért. A bezárt longbridgei Rover-gyár utolsó napján a munkavállalók "Anti-Clarkson kampányba" fogtak.
Egyik nyilatkozatában kifejti, hogy nem hiszi, hogy hatni tudna az emberek viselkedésére, bármit is mond. Továbbá hozzátette, hogy nem hiszi, hogy miatta zártak be az autógyárak, mert amikor a Ford Oriont ítélte minden idők legrosszabb autójának, akkor megnőtt iránta a kereslet.
A BBC-nél azt nyilatkozták róla, hogy Jeremy szívesen tesz vicces megjegyzéseket, de ezek a mondatok a saját véleményét tükrözik, nem pedig a csatornáét. Ellenfelei próbálják figyelmen kívül hagyni, amit  mond. Kevin Clinton, a közlekedésbiztonság vezetője kijelentette: "Nem vesszük komolyan, és remélhetőleg mások sem."

## Karrier

### Írói karrier
Clarkson első munkáját követően, ami a szülei vállalkozásában való segítség volt, újságírónak tanult, majd publikált a Rotherham Advertiserben, a Rochdale Observerben, Wolverhampton Express and Starban, a Lincolnshire Life-ban, valamint a Kent Newspapersben.
1984-ben megalapította a Motoring Press Agencyt (MPA) Jonathan Gill autós újságíróval, hogy közúti teszteket végezzenek a helyi újságok és autóipari magazinok részére. A Top Gear magazin 1993-as indítása óta aktív tagja az újság írógárdájának. Cikkei megjelennek nagyobb újságok hasábjain is, mint a The Sunday Times vagy a The Sun. Az újságíráson túl több autós témával foglalkozó könyve is megjelent.

### Tévés karrier
Clarkson első nagy televíziós szerepe a Top Gear eredeti szériájának műsorvezetése volt (1988. október 27. - 2000. február). A lélegzetvételnyi szünet után újraindított változat műsorvezetését is rábízták (2002. október 20. - napjainkig), és kapott két új társat maga mellé, Richard Hammondot, valamint Jason Daweet, akit az első évadot követően a már volt Top Gear-es műsorvezető, James May váltott). Ettől a korszaktól nevezhető a Top gear a BBC Two legnézettebb műsorának (azóta a világ több mint 100 országában vetítik).
A kezdetektől fogva műsorvezetője a Robot Wars brit változatának. 1998-tól három éven át volt saját talk show-ja Clarkson címmel (27 félórás epizód 1998 novembere és 2000 decembere között), ahol interjúkat készített híres zenészekkel, politikusokkal és televíziós személyiségekkel. A mai napig házigazdája több, nem autós témájú dokumentum-, történelmi tényfeltáró és mérnöki tudománnyal foglalkozó filmnek).
A napokban összetűzésbe került a Top Gear egyik producerével, a dolog a fizikai bántalmazásig fajult. Jeremy Clarksont a BBC vezérigazgatója letiltotta a képernyőkről, a TopGear e heti adását már nem adták le. A műsorvezetők szerződése a BBC-nél ez év májusig tartana, de a másik két műsorvezető - Richard Hammond és James May - azt nyilatkozta, Jeremy nélkül ők sem folytatják a sorozatot. A vezérigazgató sajnálattal közölte, hogy Clarksont már túl sokszor figyelmeztették ehhez hasonló dolgokért, de nem hagyott fel stílusával, ezért kellett távoznia. További feszültséget okoz, hogy a BBC-nek ez volt a legnézettebb műsora, valószínűleg nem hagyják veszni.
2018 májusában ő lett az újraindult brit Who Wants to Be a Millionaire házigazdája az ITV-n.

### Fordítás
- Ez a szócikk részben vagy egészben  a   Jeremy Clarkson című angol Wikipédia-szócikk ezen változatának fordításán alapul.  Az eredeti cikk szerkesztőit annak laptörténete sorolja fel. Ez a jelzés csupán a megfogalmazás eredetét és a szerzői jogokat jelzi, nem szolgál a cikkben szereplő információk forrásmegjelöléseként.